# Hautbellain
Hautbellain (lb. Beesslek, niem. Oberbesslingen) – wieś (Uertschaft) w północnym Luksemburgu, w kantonie Clervaux, w gminie Troisvierges. Do 3 października 2015 miejscowość leżała w dystrykcie Diekirch.